# Epafras
Epafras, św. Epafras z Kolosy, gr. Ἐπαφρᾶς (zm. w I wieku) – postać z Nowego Testamentu, założyciel i głowa Kościoła w Kolosach, uczeń św. Pawła z Tarsu, święty Kościoła katolickiego.

## Żywot świętego
Epafras, wymieniony przez św. Pawła w Liście do Kolosan, pochodził z Kolosy (Kol 4, 12 BT). Towarzyszył apostołowi w czasie jego niewoli (Flm 23 BT). Był poganinem nawróconym na  chrześcijaństwo i założycielem miejscowej wspólnoty (gminy). Jego zasługą była także  ewangelizacja Laodycei i Hierapolis (Kol 1,7 BT). Epafras określany jest jako uczeń apostolski. Miejsce uwięzienia ze św. Pawłem, jak i jego przyczyna nie jest znana. Istniały nieuzasadnione teorie dotyczące żydowskiego pochodzenia i pogańskiego rodowodu Epafrasa. W synaksariach przypisywano mu pierwsze biskupstwo Kolosy i męczeńską śmierć.

## Kult
Według Baroniusza relikwie świętego Epafrasa spoczywają w bazylice Matki Bożej Większej w Rzymie.
Jego wspomnienie obchodzone jest 19 lipca.